# Đèn quang điện

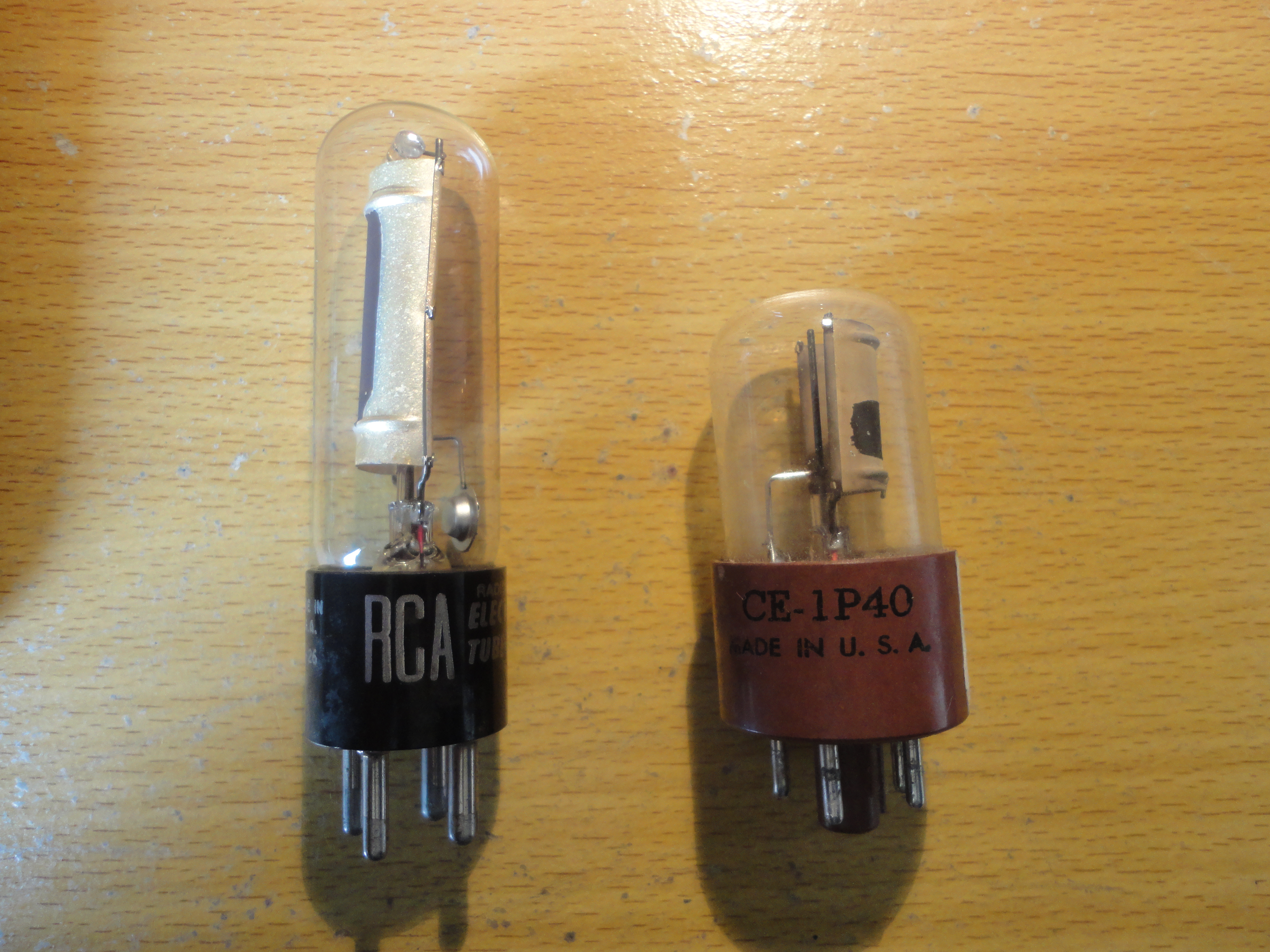
Hai kiểu đèn quang điện

Đèn quang điện hay Phototube, đôi khi còn gọi là tế bào quang điện, là loại linh kiện điện tử thực hiện cảm biến photon (ánh sáng) thành dòng điện. Đèn thuộc lớp Đèn điện tử chân không nhóm đèn photo.
Đèn quang điện gồm ống chân không hoặc chứa đầy khí, nhạy cảm với ánh sáng. Một đèn như vậy được gọi chính xác hơn là một "tế bào phát xạ quang điện" (photoemissive), để phân biệt nó với các tế bào quang điện (photovoltaic) hoặc quang dẫn (photoconductive).
Trước đây các Đèn quang điện từng được sử dụng rộng rãi trong kỹ thuật điện tử. Ngày nay chúng lỗi thời và được thay thế bằng linh kiện bán dẫn. Chỉ còn lại dạng Đèn nhân quang điện (PMT), là đèn có bộ phận nhân quang điện để khuếch đại tín hiệu thu được, là một trong những máy dò ánh sáng nhạy nhất, hoạt động ở mức dòng vài micro Ampe, và vẫn được sử dụng rộng rãi trong nghiên cứu vật lý.